# Кандота (тауншип, Миннесота)
Кандота (англ. Kandota) — тауншип в округе Тодд, Миннесота, США. На 2000 год его население составило 679 человек.

## География
По данным Бюро переписи населения США площадь тауншипа составляет 62,5 км², из которых 56,4 км² занимает суша, а 6,1 км² — вода (9,81 %).

## Демография
По данным переписи населения 2000 года здесь находились 679 человек, 237 домохозяйств и 188 семей.  Плотность населения —  12,0 чел./км².  На территории тауншипа расположено 323 постройки со средней плотностью 5,7 построек на один квадратный километр. Расовый состав населения: 99,71 % белых, 0,15 % азиатов, 0,15 % — других рас США. Испанцы или латиноамериканцы любой расы составляли 0,44 % от популяции тауншипа.
Из 237 домохозяйств в 36,7 % воспитывались дети до 18 лет, в 73,4 % проживали супружеские пары, в 3,4 % проживали незамужние женщины и в 20,3 % домохозяйств проживали несемейные люди. 16,5 % домохозяйств состояли из одного человека, при том 3,8 % из — одиноких пожилых людей старше 65 лет. Средний размер домохозяйства — 2,84, а семьи — 3,22 человека.
29,6 % населения — младше 18 лет, 6,6 % — в возрасте от 18 до 24 лет, 24,7 % — от 25 до 44, 26,7 % — от 45 до 64, и 12,4 % — старше 65 лет. Средний возраст — 38 лет. На каждые 100 женщин приходилось 107,6 мужчин.  На каждые 100 женщин старше 18 приходилось 111,5 мужчин.
Средний годовой доход домохозяйства составлял 43 750 долларов, а средний годовой доход семьи —  49 583 доллара. Средний доход мужчин —  31 705  долларов, в то время как у женщин — 21 607. Доход на душу населения составил 17 798 долларов. За чертой бедности находились 2,7 % семей и 6,9 % всего населения тауншипа, из которых 8,8 % младше 18 лет.